# Рибалкін Станіслав Геннадійович
Рибалкін Станіслав Геннадійович (28 березня 1935 с. Берикульський, Тисульський район, Кемеровська область, РРФСР, СРСР — 11 серпня 1995, м. Чернігів, Україна) — радянський артист оперети і співак; поет і письменник Чернігова. 

## Біографія
Народився у Сибіру, в гірничому селищі Берикульському Кемеровської області. Після армії закінчив музичне училище і свою трудову кар’єру розпочав з артиста оперети Кемеровського обласного театру музичної комедії.  Публікував вірші в сибірських газетах і журналах.
Писав з юнацьких років, особливо плідно — у останні роки життя.
Із 1970 року мешкав у Чернігові. 
З листопада 1986 року — відвідує засідання літоб'єднання. Вірші друкував у багатьох всесоюзних виданнях, а також місцевих журналах «Донбасс» і «Радуга», альмансі «Черниговцы». 
В конці 1995 року, вже після смерті письменника, вийшла збірка віршів «В плену совдеповских пространств».
- 2016 — Лауреат Премії ім. Миколи Гоголя «Тріумф» (посмертно) — за подвижницьку літературну діяльність[4].

## Вірші
- Табачище - волнами...
- Бабы юбки подобрали...
- Глянешь - вроде бы недомерка...
- Ты погладь моё сердце...
- За всё когда-нибудь отвечу!..
- Рыжий берег наискосок...
- Осторожно муравейники...
- МУЖИКИ: Я в глаза их гляжу зачем-то...
- А теперь осторожно вспомнить...
- Опять ведут взъярённого быка...
- Теряю я друзей, теряю...
- Предсказываю: буду я распят...
- Включаю. Вижу давнего врага...
- Такие времена!.. Душа распорота...
- Вот и славно, добро, - сам с собою поладил я...
- Я рискую? Так что же - пусть!..
- Назло эпохам, в пику временам...
- СЕРДЦЕ: Вдруг сорвётся с места сердце...
- Нет, ты ещё не отзвенела...
- Уйду туда, где лес пока что...
- То бродит где-то там...
- Лезет кошка на колени...
- Отсвистело, отсатанело...
- Мама, мама, постели мне...
- Какими были голубыми дали!..
- Спасибо, жизнь, за то, что ты была...
- Не плачьте -так уж наворожено...

## Уривки
|                      | Таков закон! Он прав и вечен. Им человечество живёт! – Ты вышел в мир. Тебе на плечи Взвалили этот небосвод. Неси, Хоть он тяжеловесен, Неси, Хребтом вздымая ввысь! Я – нёс. Мне было не до песен. Но песни Сами родились! |
| — Станіслав Рибалкін | |

|                      | Ничего, что ветер на перроне! Ничего, что мокрый снег идёт! Ничего, что все друзья – в вагоне!.. Жди её – Она придёт, придёт! И расступятся пред нею люди, Мир затихнет, словно невзначай, И в глазах любимых будет, будет Расставанья светлая печаль. В нетерпенье Вдаль стремятся рельсы, Машинист уже сигнал даёт… Встань в двери вагонной И надейся – Жди её! Она придёт, придёт! |
| — Станіслав Рибалкін | |

|              | Такое небо дивной чистоты, Что впору на колени – и молиться… Так первозданно светятся сады, И так призывно пахота дымится! С ума сошли скворцы и петухи, И воробьи в расщепинах сарая, И млеют голуби, Безумные стихи И слушая, И тут же сочиняя. Дай руку – И пойдём с тобой в луга, Туда, где роща зеленью туманна, И где река – спросонья или спьяна – Едва нащупывает берега. Дай руку, Проясни усталый взгляд И вновь пойди за мной – Безумно, слепо… – Пусть нас Ещё на год благословят Родные дали И родное небо. |
| — С.Рибалкін | |

|              | Нет, мы тогда не утопали в страхе, Как нынче утопаем, постарев!.. Где я родился? – В сталинском бараке. Где вырос? – На крапивном пустыре. Дымили ТЭЦы, домны и вагранки, Дымили – и душили нас войной, И разворачивались судорожно танки Туда – на станцию – С булыжной мостовой, И чёрный смрад их газа Был нам сладок, Был музыкою скрежет рычагов… Газет всегда хватало для тетрадок, Хватало горла для «Всегда готов!»… По улице, По длинной Большевистской Шли азиаты шагом роковым… – В насупленные всматривались лица Мы – пацаны тех лет пороховых. Измученный, Почти не сплю ночами: Не улеглись те дни, не улеглись… О, как ты часто возвращаешь, память, Меня к той тьме широкоскулых лиц!.. Исчезнувших Никто не оградит От ядовитых комиссарских сплетней… Мы уважали тех, кто впереди, И люто ненавидели последних. А он – последний – мал и неуклюж, Был чей-то сын, Был чей-то милый муж… – Но тело вбросил в амбразуру Ловко. …Увяз я в трусости, И не хватает сил Собой заткнуть дыру… Я трушу, трушу! – Пацанский долг он мне давно простил, Но мужний долг Мою терзает душу. И потому – на пустыре, на плахе, На площади – крещусь на свой народ: Я чувствую знаменье на рубахе – То, что Тогда Влепил мне Пулемёт. |
| — С.Рибалкін | |